# Novoldiamina
La novoldiamina, nombre común del 2-amino-5-dietilaminopentano o N1,N1-dietilpentano-1,4-diamina, es una diamina de fórmula molecular C9H22N2. De los dos grupos amino, uno es primario y el otro es terciario.

## Propiedades físicas y químicas
A temperatura ambiente, la novoldiamina es un líquido incoloro.
Solidifica a 13 °C y hierve a 201 °C (101 °C a una presión de sólo 37 mmHg).
Es menos denso que el agua (ρ = 0,817 g/cm³) y algo soluble en ella, en proporción de 160 g/L. El valor del logaritmo de su coeficiente de reparto, logP = 1,42, indica que su solubilidad en disolventes hidrófobos —como el 1-octanol— es mayor que en disolventes hidrófilos.
La novoldiamina neutraliza ácidos en reacciones exotérmicas dando lugar a la sal correspondiente más agua. Puede ser incompatible con isocianatos, peróxidos, epóxidos y haluros de ácido.

## Síntesis
De forma comercial, la novoldiamina se prepara a partir de 2-dietilaminoetanol y acetoacetato de etilo: la 2-clorotrietilamina —formada por la acción de cloruro de tionilo en el alcohol— se condensa con el derivado sódico del acetoacetato de etilo para producir un éster intermedio, que se hidroliza y descarboxila para producir 5-dietilamino-2-pentanona. Este producto se hidrogena en presencia de amoníaco para obtener la novoldiamina. También se puede sintetizar esta diamina partiendo de bis-(4-dietilamino-1-metil-butil)-amino, metanol y amoníaco.
La novoldiamina —obtenida por cualquiera de los métodos de síntesis expuestos— se purifica haciéndola reaccionar con disulfuro de carbono, lo que hace que precipite en forma de un carbamato cristalino, compuesto insoluble en agua, alcohol, acetona y otros disolventes habituales. Muchas de las impurezas que acompañan a la novoldiamina no forman compuestos tan insolubles, por lo que pueden ser separadas con facilidad.

## Usos
La novoldiamina se utiliza para la elaboración de cloroquina, fármaco utilizado en el tratamiento y prevención de la malaria, así como en el de determinadas enfermedades autoinmunitarias como la artritis reumatoide o el lupus eritematoso sistémico. Dicha síntesis puede llevarse a cabo por sustitución nucleófila aromática (SNAr) o mediante el uso de un catalizador de paladio.
También se puede emplear —como sal de amonio cuaternaria— para controlar el contenido de asfalteno en el fluido petrolífero, ya que este compuesto puede ocasionar oclusiones y obstrucciones en el sistema de producción y almacenamiento del petróleo. Otro uso, muy relacionado con el anteriormente descrito, es como detergente en combustibles, con el fin de reducir los depósitos que se forman en los inyectores diesel.

## Precauciones
La novoldiamina es una sustancia combustible —aunque no prende con facilidad— que tiene su punto de inflamabilidad a los 68 °C. Es un producto tóxico por inhalación, ingestión o contacto; debe evitarse cualquier tipo de contacto con la piel.